# سامسونگ سری آمنیا
سامسونگ سری آمنیا یک‌نمونه از گوشی‌های تلفن همراه سری Other شرکت سامسونگ می‌باشد که توسط همین شرکت به بازار عرضه شده است.